# Panamerikanische Spiele 2011/Leichtathletik – 4 × 100 m der Männer
Die 4-mal-100-Meter-Staffel der Männer bei den Panamerikanischen Spielen 2011 fand am 27. und 28. Oktober 2011 im Telmex Athletics Stadium in Guadalajara statt.
14 Staffeln nahmen an dem Wettbewerb teil. Die Goldmedaille gewann Brasilien nach 38,18 s, Silber ging an St. Kitts und Nevis mit 38,81 s und die Bronzemedaille sicherte sich die Vereinigten Staaten mit 39,17 s.

## Rekorde
Vor dem Wettbewerb galten folgende Rekorde:
| Weltrekord        | Jamaika Nesta Carter, Michael Frater Yohan Blake, Usain Bolt                    | 37,04 s | Weltmeisterschaften in Daegu, Südkorea      | 4. September 2011 |
| Rekord der Spiele | Brasilien Raphael de Oliveira, Claudinei da Silva Édson Ribeiro, André da Silva | 38,18 s | Panamerikanische Spiele in Winnipeg, Kanada | 30. Juli 1999     |

## Vorläufe
Aus den zwei Vorläufen qualifizierten sich die jeweils drei Ersten jedes Laufes – hellblau unterlegt – und zusätzlich die zwei Zeitschnellsten – hellgrün unterlegt – für das Finale.

### Lauf 1
27. Oktober 2011, 14:45 Uhr
| Platz | Bahn | Land                | Athleten                                                                      | Zeit (s) |
| ----- | ---- | ------------------- | ----------------------------------------------------------------------------- | -------- |
| 1     | 4    | Vereinigte Staaten  | Jeremy Dodson Perrisan White Rubin Williams Monzavous Edwards                 | 39,19    |
| 2     | 6    | St. Kitts und Nevis | Jason Rogers Antoine Adams Delwayne Delaney Brijesh Lawrence                  | 39,31    |
| 3     | 5    | Brasilien           | Carlos Moraes Junior Ailson Feitosa Nilson André Matheus Facho Inocêncio      | 39,44    |
| 4     | 2    | Bahamas             | Chris Brown Jamial Rolle Rodney Green Wesley Neymour                          | 40,05    |
|       | 7    | Belize              | Kenneth Medwood Jayson Jones Linford Avila Kenneth Brackett                   | DNF      |
|       | 8    | Kolumbien           | Isidro Montoya Daniel Alfonso Grueso Geiner Alonso Mosquera Alvaro Jose Gomez | DNF      |
|       | 3    | Puerto Rico         | Marcos Amalbert Carlos Rodríguez Marquis Holston Miguel López                 | DNF      |

### Lauf 2
27. Oktober 2011, 14:55 Uhr
| Platz | Bahn | Land                | Athleten                                                          | Zeit (s) |
| ----- | ---- | ------------------- | ----------------------------------------------------------------- | -------- |
| 1     | 8    | Chile               | Ignacio Rojas Cristián Reyes Kael Becerra Daniel Pineda           | 39,68    |
| 2     | 6    | Kuba                | David Lescay Michael Herrera Víctor González Roberto Skyers       | 39,79    |
| 3     | 5    | Ecuador             | Luis Morán Franklin Nazareno Álex Quiñónez Hugo Chila             | 40,23    |
| 4     | 2    | Mexiko              | Miguel Hernández Jorge Alonzo Juan Jose Reyes José Luis Ceballos  | 40,74    |
|       | 4    | Honduras            | Helson Pitillo Ronald Bennett Josef Norales Rolando Palacios      | DNF      |
|       | 7    | Trinidad und Tobago | Jamol James Moriba Morain Joel Dillon Emmanuel Callender          | DNF      |
|       | 3    | Jamaika             | Jermaine Hamilton Jason Livermore Hannukkah Wallace Oshane Bailey | DSQ      |

## Finale
28. Oktober 2011, 18:00 Uhr
| Platz | Bahn | Land                | Athleten                                                         | Zeit (s)  |
| ----- | ---- | ------------------- | ---------------------------------------------------------------- | --------- |
|       | 7    | Brasilien           | Ailson Feitosa Sandro Viana Nilson André Bruno de Barros         | 38,18 =PR |
|       | 6    | St. Kitts und Nevis | Jason Rogers Antoine Adams Delwayne Delaney Brijesh Lawrence     | 38,81     |
|       | 3    | Vereinigte Staaten  | Calesio Newman Jeremy Dodson Rubin Williams Monzavous Edwards    | 39,17     |
| 4     | 5    | Kuba                | David Lescay Michael Herrera Víctor González Roberto Skyers      | 39,75     |
| 5     | 8    | Ecuador             | Jhon Tamayo Franklin Nazareno Álex Quiñónez Hugo Chila           | 39,76     |
| 6     | 1    | Mexiko              | Miguel Hernández Jorge Alonzo Juan Jose Reyes José Luis Ceballos | 41,08     |
|       | 4    | Chile               | Ignacio Rojas Cristián Reyes Kael Becerra Daniel Pineda          | DNF       |
|       | 2    | Bahamas             |                                                                  | DNS       |